# Jan Kopic
Jan Kopic (* 4. června 1990, Jihlava) je český fotbalový záložník a reprezentant, který hraje v 1. české lize za klub FC Viktoria Plzeň. Je mladším bratrem Milana Kopice, který je také fotbalista. Je to rychlý krajní záložník, solidně technicky vybavený a dobrý v zakončení.
Získal ocenění „Hráč měsíce Synot ligy“ za listopad 2014.

## Klubová kariéra
S fotbalem začínal v pěti letech v týmu FK Humpolec, kam ho přivedl jeho otec. Je odchovancem jihlavské vysočiny, kam přestoupil ve svých čtrnácti letech do mužstva starších žáků, kde už hrál jeho bratr Milan. Naře 2008 se poprvé objevil v týmu dorostenců, za které si zahrál extraligu dorostenců. V té době se pohyboval mezi "áčkem" a "béčkem" dorostu, takže zažil situaci, kdy "áčko" skončilo v extralize poslední a "béčko" vyhrálo 2. ligu. V dalším roce už dorostenci skončili na 11. místě. V létě 2009 se dočkal šance v A-týmu dospělých, když byl pozván do přípravy. Sezonu začal s B-týmem v MSFL, ale po 2. kole onemocněl mononukleózou a musel 2 měsíce vynechat. Do týmu se vrátil až před posledním podzimním kolem. Na jaře pak za "béčko" nastupoval pravidelně. V létě 2010 se ovšem nedočkal pozvánky do přípravy "áčka" a odešel hostovat do Zenitu Čáslav. Sem si ho vybral trenér Pavel Malura, který si ho vyhlédl v posledním kole MSFL, kdy dal 2 branky rezervě Baníku Ostrava. Po půl roce se vrátil do Jihlavy, kde začal pravidelně hrát za A-tým.

### FK Baumit Jablonec
V létě 2011 přestoupil do Baumitu Jablonec, kde se chytil v základní sestavě. 17. května 2013 se podílel na vítězství ve finále Poháru České pošty 2012/13 proti Mladé Boleslavi, vstřelil krásný vyrovnávající gól na 2:2 a proměnil rozhodující penaltu v rozstřelu (po konci řádné hrací doby byl stav 2:2).
17. srpna 2013 vstřelil dva góly v ligovém utkání s hostujícím týmem 1. SC Znojmo, zápas skončil divokou remízou 5:5. 22. srpna vstřelil gól v prvním domácím utkání 4. předkola Evropské ligy 2013/14 proti španělskému celku Betis Sevilla, Jablonec soupeři podlehl 1:2. V zimním přestupovém období ročníku 2014/15 o Kopice projevila zájem pražská Sparta, která nabídla za hráče 20 milionů Kč, ale transfer se nakonec neuskutečnil.

### FC Viktoria Plzeň
Dne 17. června 2015 přestoupil do týmu FC Viktoria Plzeň, kde podepsal tříletou smlouvu a dostal v ní dres s číslem 10, tedy stejný, jaký měl i v Jablonci a jaký před jeho příchodem nosil Pavel Horváth. Podrobnosti transakce nebyly oběma kluby blíže komentovány. Do Jablonce výměnou za Kopice přestoupili z Plzně Stanislav Tecl a Tomáš Wágner.

#### Sezóna 2015/16
18. července 2015 se podílel na zisku Superpoháru, když Viktorka porazila FC Slovan Liberec 2-1. S Plzní se představil ve 3. předkole Ligy mistrů UEFA, kde klub narazil na izraelský celek Maccabi Tel Aviv FC. V prvním zápase na půdě soupeře Viktorka zvítězila 2-1, ale v odvetě prohrála 0-2 a vypadla. S mužstvem následně hrál 4. předkolo Evropské ligy UEFA, kde tým narazil na klub ze Srbska FK Vojvodina Novi Sad. V prvním utkání na domácím hřišti mužstvo vyhrálo 3:0, Kopic dal v zápase dva góly (prosadil ve 25. a 82. minutě). Viktorka zvládla i odvetu, ve které zvítězila 2:0, a postoupila do základní skupiny Evropské ligy, kde bylo mužstvo nalosováno do skupiny E společně s FK Dinamo Minsk (Bělorusko), Villarreal CF (Španělsko) a Rapid Vídeň (Rakousko). V konfrontaci s těmito týmy Západočeši získali čtyři body, skončili na třetím místě a do jarní vyřazovací části nepostoupili. Za Plzeň v základní skupině Evropské ligy odehrál všech šest utkání.
V podzimní části sezony nastupoval pravidelně v základní sestavě. Na jaře 2016 z ní vypadl, přesto ve 25. kole proti FC Zbrojovka Brno (výhra 2:1) vstřelil v 80. minutě druhý vítězný gól utkání. V ročníku 2015/16 získal tři kola před koncem sezony s Viktorkou mistrovský titul, klub dokázal ligové prvenství poprvé v historii obhájit.

#### Sezóna 2016/17
S Viktorkou postoupil přes ázerbájdžánský Qarabağ FK (remízy 0:0 a 1:1) do 4. předkola - play-off Ligy mistrů UEFA, což znamenalo jistou podzimní účast Plzně v evropských pohárech. 4. předkolo LM Západočeši proti bulharskému PFK Ludogorec Razgrad výsledkově nezvládli (prohra 0:2 a remíza 2:2) a museli se spokojit s účastí ve skupinové fázi Evropské ligy UEFA. Viktorka byla nalosována do základní skupiny E společně s AS Řím (Itálie), Austria Vídeň (Rakousko) a FC Astra Giurgiu (Rumunsko).
V prvním kole odehrál Kopic za Viktorku celý zápas a Plzeň remizovala 15. 9. 2016 na domácí půdě s AS Řím 1:1. K dalšímu zápasu základní skupiny cestovala Plzeň 29. září 2016 do Rakouska, kde se střetla s Austrií Vídeň. Kopic přišel na hrací plochu v 58. minutě namísto Milana Petržely, střetnutí skončilo bezbrankovou remízou. Ve 3. kole proti Giurgiu (prohra 1:2) nenastoupil. V Odvetě hrané 3. listopadu 2016 na hřišti Astry předvedla Viktorka velmi kvalitní výkon, ale v konečném důsledku jen remizovala se soupeřem 1:1. V dalším střetnutí Plzeň definitivně ztratila naději na postup, když podlehla římskému AS v poměru 1:4. Z výhry se Západočeši radovali až v posledním střetnutí hraném 8. prosince 2016, kdy před domácím publikem otočili zápas proti Austrii Vídeň z 0:2 na 3:2, přestože od 18. minuty hráli oslabeni o jednoho hráče. Plzeň touto výhrou ukončila 14 zápasovou sérii bez vítězství v Evropské lize. Viktoria skončila v základní skupině na třetím místě.

## Klubové statistiky
Aktuální k 18. prosinci 2018
| Sezona  | Klub                    | Soutěž         | Zápasy | Góly |
| ------- | ----------------------- | -------------- | ------ | ---- |
| 2009/10 | FC Vysočina Jihlava     | 2. liga        | 0      | 0    |
| 2010/11 | FC Zenit Čáslav (host.) | 2. liga        | 10     | 1    |
| 2010/11 | FC Vysočina Jihlava     | 2. liga        | 12     | 0    |
| 2011/12 | FK Baumit Jablonec      | Gambrinus liga | 29     | 5    |
| 2012/13 | FK Baumit Jablonec      | Gambrinus liga | 29     | 4    |
| 2013/14 | FK Baumit Jablonec      | Gambrinus liga | 27     | 6    |
| 2014/15 | FK Baumit Jablonec      | Synot liga     | 30     | 8    |
| 2015/16 | FC Viktoria Plzeň       | Synot liga     | 26     | 3    |
| 2016/17 | FC Viktoria Plzeň       | HET liga       | 22     | 2    |
| 2017/18 | FC Viktoria Plzeň       | HET liga       | 29     | 6    |
| 2018/19 | FC Viktoria Plzeň       | FORTUNA liga   | 13     | 2    |

## Reprezentační kariéra
Kopic reprezentoval ČR v mládežnických kategoriích U20 a U21.
V A-týmu České republiky debutoval pod trenérem Pavlem Vrbou 3. června 2014 v přátelském utkání na Andrově stadionu v Olomouci proti Rakousku (prohra 1:2). Ke druhému zápasu v národním týmu nastoupil 3. září 2015 v kvalifikaci na EURO 2016 v Plzni proti mužstvu Kazachstánu (výhra 2:1). 31. srpna 2016 ve svém třetím zápase za reprezentaci vstřelil v přípravném utkání hraném v Mladé Boleslavi proti Arménii v 86. minutě branku na konečných 3:0.
Ze zdravotních důvodů nemohl být nominován na EURO v červnu 2021, na jeho pozici ho v nominaci nahradil Jakub Pešek.

### Reprezentační zápasy a góly
Zápasy Jana Kopice v A-týmu české reprezentace 
| 2014                 | 1  | 0 |
| 2015                 | 1  | 0 |
| 2016                 | 3  | 1 |
| 2017                 | 5  | 2 |
| 2018                 | 4  | 0 |
| 2019                 | 5  | 0 |
| Celkem               | 19 | 3 |
| Platí k 14. 10. 2019 |    |   |

Góly Jana Kopice v A-týmu české reprezentace
| 010                | 31. 8. 2016 | Městský stadion Mladá Boleslav, Mladá Boleslav, Česko | Arménie | 03:0 0(87.) | 3:0 | přátelský zápas |
| Platí k 6. 9. 2016 |             |                                                       |         |             |     |                 |